# 오토파지

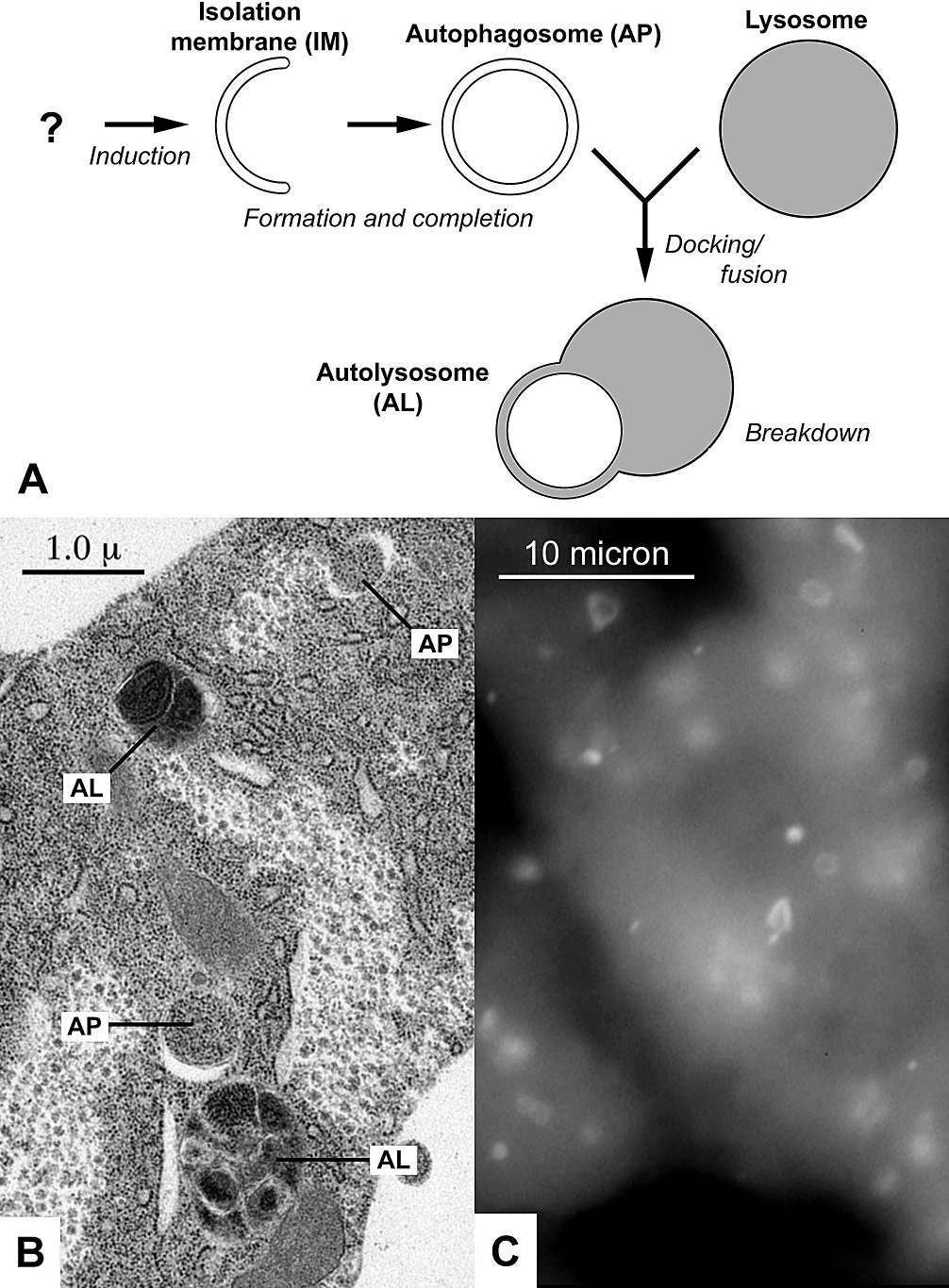
(A) 오토파지 도표; (B) 초파리 애벌레의 지방조직안에서 오토파지의 전자현미경 사진; (C) 굶주린 쥐의 간 세포에서 형광표지된 자가소화포(autophagosomes).

오토파지(Autophagy, autophagocytosis) 또는 자가소화작용(그리스어 auto-,"자신의" phagein,"먹다")은 조절 과정에서 불필요하거나 기능하지 않는 세포 구성 성분을 자연적으로 분해하는 파괴 기제이다.
오토파지는 세포 구성 요소의 파괴와 재활용에 질서를 제공한다. 이 과정 동안, 대상 세포질 구성 성분은 세포 내의 다른 성분들과는 격리되어 이중막에 둘러싸이는데, 이를 자가소화포(autophagosome)라 한다. 자가소화포는 그 이후 리소좀과 융합하고 내용물들은 분해되어 재활용된다. 거대자가포식 (macroautophagy), 미세자가포식 (microautophagy), 그리고 샤프론 매개 자가포식의 세 가지 형태의 자가소화작용이 일반적으로 언급된다. 질병과 관련하여, 오토파지는 스트레스에 대한 적응 반응으로 생존을 증진시키는 것이 관찰됐는데, 반면에 다른 경우에는 세포자살과 질병을 증진시키는 것으로 보인다. 극단적인 기아의 경우, 세포 구성성분의 파괴는 세포 에너지 수준을 낮추어 유지함으로써 세포 생존에 도움을 준다.
이름"autophagy"는 벨기에 생화학자  크리스티앙 드뒤브에 의해 1962년에 명명되었다. 1990년대부터 오스미 요시노리에 의해 자가소화작용의 작용기작과 중요성이 설명되기 시작했고, 이를 통해 2016년 노벨상  생리의학상을 수상했다.

## 오토파지 메커니즘
오토파지는 크게 3가지로 나뉘는데, 거대자가포식(macroautophagy), 미세자가포식(microautophagy), 그리고 샤프론 매개 자가포식(chaperone-mediated autophagy)이 있다.

### 거대자가포식 (macroautophagy)
거대자가포식은 영양소 또는 에너지 결핍 등의 스트레스 조건 하에서 생합성 과정에 사용할 대사 산물, 에너지 생산 등을 위해 유도될 수 있다. 손상되거나 불필요한 세포소기관을 분해함으로써 세포 내 환경을 유지한다. 과도한 자가 분해는 해로울 수 있으나 기본적으로 세포 보호를 한다. 단백질 복합체나 소기관들이 들어있는 이중막의 세포질 소낭이 리소좀과 융합한다. 거대자가포식은 Induction, Nucleation, Elongation, Closure, Maturation, Fusion, Degradation의 순서로 진행된다.
1. 인덕션(Induction)

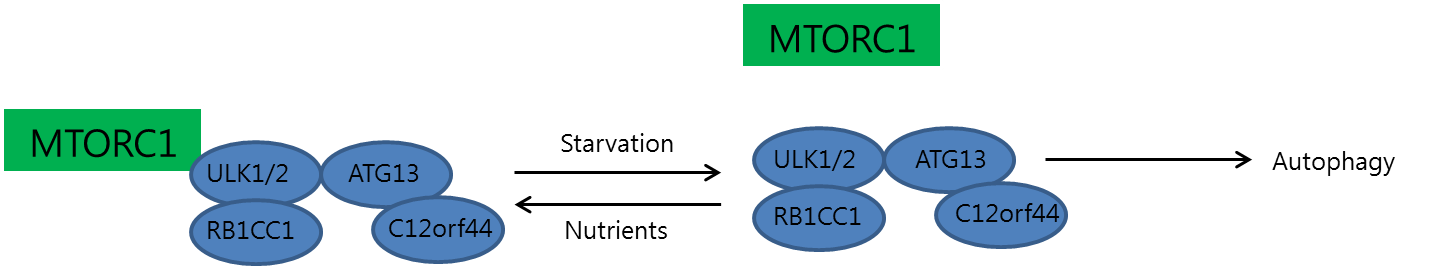
영양이 풍부한 조건 하에서, MTORC1은 복합체와 결합하지만, 영양 부족 상태에서는 결합하지 못한다. MTORC1이 결합되면 ULK1/2 및 ATG13을 인산화시켜 불활성화한다. 그러나 영양소가 부족할 때는 MTORC1이 induction complex에서 해리되어 autophagy가 일어난다.

효모에서의 autophagosome 유도 형성은 Atg1-Atg13-Atg17-Atg31-Atg29 복합체에 의해 이루어진다. 포유류 세포에서는 Atg1 homolog, Atg13 homolog, RB1-inducible coiled-coil 1로 이루어져있으며 이는 macroautophagy 유도에 필요한 yeast Atg17의 ortholog 일 수 있다. ATG13에 직접 결합하는 C12orf44 / ATG101은 macroautophagy에 필수적이며 알려진 homolog가 없다. 포유류 ULK1 / 2-ATG13-RB1CC1 복합체는 안정하고 영양 상태와 상관없이 형성되는 반면 MTORC1은 영양 상태에 영향을 받는다. 영양이 풍부한 조건 하에서, MTORC1은 복합체와 결합하지만, 영양 부족 상태에서는 결합하지 못한다. MTORC1이 결합되면 ULK1 / 2 및 ATG13을 인산화시켜 inactivate한다. 그러나, 세포에 라파마이신이 처리되거나 영양소가 부족할 때는 MTORC1이 induction complex에서 해리되어 탈인산화가 일어난다.

2. 핵형성(Nucleation)

PtdIns3K complex는 phagophore 핵 형성에 관여하며 macroautophagic 경로에 필수적인 BECN1과 상호 작용함으로써 조절된다. antiapoptotic 단백질 BCL2은 BECN1에 결합하고 PIK3C3와의 상호 작용을 방지하여 macroautophagy를 억제한다. 또 다른 BECN1-결합 단백질 KIAA0226 / Rubicon은 UVRAG-associated PtdIns3K complexes에서 PIK3C3 활성을 억제한다. AMBRA1과 SH3GLB1 / Bif-1은 PtdIns3K 복합체의 두 가지 양성 조절 인자이다.
3. 연쇄(Elongation)

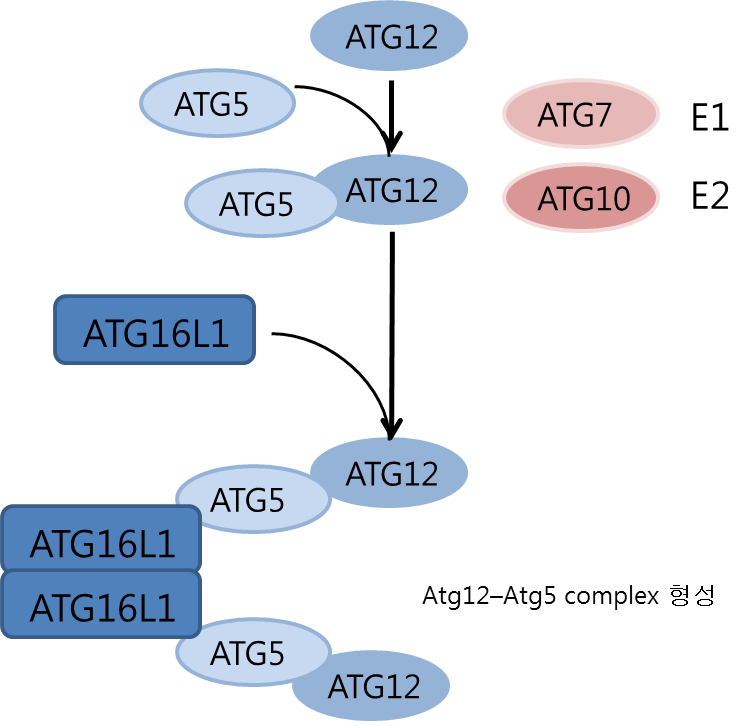
효모에서 ubiquitin-like protein ATG12는 Atg7과 Atg10에 의해 Atg16에 공유결합한다. ATG7, ATG10은 각각 활성화 및 E2 접합효소이다. 위 과정은 비가역적이며 이후 ATG5에 비공유결합하고 이합체화하여 막의 확장을 촉진한다.

효모와 포유류에는 phagophore expansion에 기여하는 두 가지 시스템이 있다.
- Atg12–Atg5-Atg16 complex 형성

효모에서 ubiquitin-like protein ATG12는 Atg7과 Atg10에 의해 Atg5에 공유 결합한다. ATG7, ATG10은 각각 E1 활성화 및 E2 접합 효소이다. 위 과정은 비가역적이며 E3 ligase를 필요로 하지 않는다. 이후 ATG16L1은 ATG5에 비공유 결합하고 이합체화하여 막의 확장을 촉진시킨다. 포유 동물에서의 ATG12-ATG5-ATG16L1 복합체는 phagophore membrane과 결합하나 autophagosome completion 후 해리한다. Golgi protein RAB33A은 ATG16L1에 붙어 이를 억제할 수 있으며 ATG5, ATG7, ATG12는 KAT2B / p300에 의한 acetylation으로 억제된다.
- Atg8/LC3 system

효모에서 위 경로는 cysteine protease Atg4에 의해 Atg8의 C 말단 글리신 잔기가 노출되며 시작된다. E1-like enzyme Atg7은 Atg8을 활성화하고 이를 E2-like enzyme Atg3로 전달한다. Atg8의 C- 말단 글리신은 lipid phosphatidylethanolamine (PE)과 공유결합한다. E3 ligase로 기능하는 Atg12-Atg5 복합체는 이 최종단계를 촉진한다. Atg8-PE는 막에 결합되어 있지만 second Atg4-mediated cleavage를 통해 방출 될 수 있다. 포유류는 ATG4의 4 isoform과 Atg8 유사 protein인 LC3 subfamilies를 가진다. 또한 포유류에서 ATG4 처리된 LC3은 LC3-I, PE-conjugation 된 형태는 LC3-II라고 불린다.

#### 거대자가포식에서 특이한 점 두가지
1. 다양한 타입과 사이즈의 cargo를 수용해야하므로 높은 수준의 유연성이 필요하다. 따라서 소낭을 사용하지 않는다.

2. 대부분의 경우와 달리 기존 기관에서 bud off되지 않고 소낭이 점점 확장되어 팽창하는 과정에서 cargo를 삼킨다.

### 미세자가포식(microautophagy)
불필요하거나 기능하지 않는 세포소기관(organelle)이 세포질에서 리소좀으로 직접적으로 함입되어 분해된다. 대부분은 non-selective한 process이고 이외에 3가지 selective한 case가 존재한다.

#### 비선택적 미세자가포식(Non-selective microautophagy)
아래 4가지 단계로 일어난다.

1. 막 함입과 오토파지 튜브 형성

세포가 굶주렸을 때 막 함입의 빈도가 증가하며 오토파지 튜브가 형성된다. 오토파지 튜브의 형성은  Atg7-dependent ubiquitin-like conjugation(Ublc)나 vacuolar transporter chaperone(VTC) molecular complex에 의해 calmodulin-dependent manner로 일어난다.

2. 소낭 형성

막관통단백질을 제거하여 지질의 비율이 높아지면서 막 구성이 바뀐다.

3. 소낭 팽창과 분리

아직 닫히지 않은 소낭에 효소와 결합하며 확장된다.

4. 소낭 분해와 재활용

가수분해효소에 의해 리소좀 안에서 분해된다.

#### 선택적 미세자가포식(selective microautophagy)
일반적으로 효모에서 관찰되며 micropexophagy(peroxisome), piecemeal microautophagy of the nucleus 그리고 micromitophagy(mitochondria)의 3종류가 있다.

### 샤프론 매개 자가포식(chaperone-mediated autophagy, CMA)
소낭 형성없이 샤프론에 의해 세포질 단백질의 분해가 일어난다. 세포질에 있는 샤프론, heat shock 70kDa protein 8(HSPA8)에 의해 단백질의 KFERQ 모티프를 인식한 후 리소좀에 있는 막단백질 lysosomal-associated membrane protein 2A(LAMP2A)를 수용체로 하여 리소좀 내부로 들어간다. 리소좀 안으로 단백질이 들어가면서 LAMP2A는 단량체(monomer)에서 중합체(polymer)가 되지만 단백질이 다 들어간 후 HSPA8에 의해 다시 monomer로 돌아간다. 이 반응의 rate-limiting step은 기질이 LAMP2A에 binding하는 단계이다. 따라서 LAMP2A의 분해와 합성을 조절하면서 CMA activity가 조절될 수 있다.

## 오토파지와 암발달의 관계
오토파지는 손상된 세포를 분해하여 암세포가 생기는 것을 막을 수도 있지만, 이상 세포가 세포사멸을 회피하게 하여 잠재적으로 암세포의 성장에 기여할 수도 있다. 현재 많은 연구들이 진행되었지만 오토파지가 종양촉진인자인지 종양억제인자인지 명확하게 결론내리긴 어렵다. 왜냐하면 암세포의 종류에 따라 오토파지가 어떤 기능을 나타내는지 다르며, 같은 계통의 암세포라도 세포사멸, 암발달 관련 유전자의 차이가 존재한다면 오토파지의 작용도 상이하게 나타나기 때문이다.

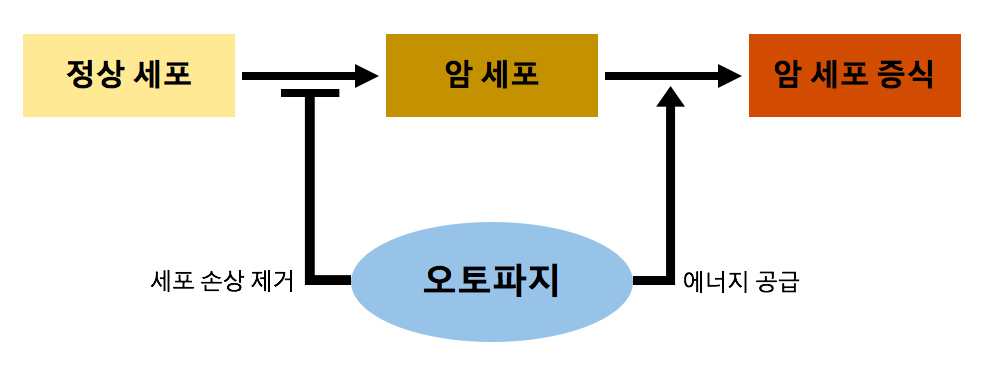
암발달 과정의 촉진 또는 억제자로서 오토파지가 기여하는 컨셉을 개괄적으로 도식화한 그림이다.

### 종양촉진인자(tumor promoter)로서의 오토파지
오토파지는 세포생존(cell survival)에 많은 부분 기여를 한다. 이 때문에 오토파지는 종양형성 초기에 세포가 죽지 않고 지속적인 생존이 가능하도록 도울 수 있다. 정상세포가 암세포로 분화되면서 저산소 환경과 영양분 부족 환경에 처하게 된다. 물질이 결핍됨에 따라 나타나는 스트레스가 심해지면 세포는 회생의 가능성이 낮다고 판단할 때 세포자살(Apoptosis) 경로를 촉진한다. 이 때 오토파지는 ATP를 재생시켜 지속적인 에너지를 공급하고 여러 세포생존경로를 유지하게 하여 암발달 과정에 안정성 부여한다. 결과적으로 증대된 생존의 안정성으로 세포자살 경로가 억제되어 종양생성을 촉진하게 된다.
방광암종(bladder carcinoma)를 포함한 여러 암종의 경우, 자가소화포(autophagosome) 을 형성하는데 필수적인 기능을 담당하는 Atg5/7 유전자가 결여되었을 때, 암 성장이 감소된다는 보고가 된 바 있다. 이 밖에도 췌장암에서는 오토파지에 결함이 생기면서 세포가 암발달로 인한 스트레스나 손상이 증가되어 P53이 축적되어 세포자살경로가 촉진된다는 연구 결과가 발표되었다.

### 종양억제인자(tumor suppressor)로서의 오토파지
세포 내에서는 미토콘드리아의 손상, 활성산소(Reactive oxygen species, ROS)발생 등 여러 가지 위험요소가 종종 나타난다. 이런 위험요소는 DNA나 단백질에 손상을 초래하여 세포의 비정상적인 분열을 통해 종양을 발생시킬 수 있는데 오토파지는 이러한 물질을 제거하여 종양생성을 막을 수 있다. 이러한 오토파지의 순기능은 암환자들에게도 적용될 수 있다. 암에 걸린 50%이상의 환자들은 공통적으로 p53에 결함이 있다. p53은 ‘게놈의 수호자’라는 특별한 이름이 붙여질 만큼 종양을 억제하는데 핵심적인 기능을 담당하는 중요한 유전자이다. 과한 스트레스와 손상으로 회생이 불능한 세포는 p53에 의해 세포자살이 촉진되는데 p53에 결함이 생기면 이런 스트레스와 손상에 속수무책으로 당할 수밖에 없다. 이때 오토파지가 세포의 스트레스와 손상을 줄여 종양억제인자로 작용할 수 있다는 연구가 발표되었다.
p53이 손상된 췌장 관세포암(pancreatic ductal adenocarcinoma)세포에서 오토파지가 정상적으로 작동할 때보다 오토파지가 망가졌을 때 암 발달 속도가 현저히 빠르다는 연구 결과가 발표되었다.
2009년 Cell에 발표된 논문에서도 오토파지의 종양억제인자로서의 역할이 소개되었다. 물질대사 스트레스로 인해 난분해성의 p62라는 단백질이 축적되어 ROS를 증가시켜 암세포를 생성시키는데, 오토파지가 p62를 제거해 줄 수 있다는 연구결과가 발표되었다.

### 암발달 과정에서 오토파지의 전반적인 역할
앞서 기술한바와 같이 오토파지가 종양촉진인자인지 종양억제인자인지 명확하게 결론짓기 어렵지만 최근 연구 결과를 통해 추측되는 사실은 오토파지가 암발달의 시기에 따라 상반된 작용을 한다는 것이다. 종양형성 초기에는 종양억제인자로서 작용하고 종양이 상당부분 진행된 경우에는 종양촉진인자로 작용하는 것으로 보인다.

#### 암 발생 초기
암발달의 개략적인 과정은 다음과 같다. 처음 정상 세포가 분열을 제어하는 것에 약간의 문제가 생겨 양성 종양(benign tumor)로 변하고 분열조절 능력이 전반적으로 상실되어감에 따라 점차 악성 종양(malignant tumor)으로 변해간다. 이후 세포가 떨어져 나와 다른 조직에 퍼지는 전이(metastasis)와 새로 정착한 조직세포 내부로의 침투(invasion)능력이 생겼을 때 온전한 암(cancer)세포라고 정의한다. 이와 같은 암발달의 과정은 지속적인 돌연변이의 축적과 세포주기의 조절기능이 상실됨에 따라 나타나기 때문에 종양형성 초기에는 돌연변이, 세포의 손상정도, 여러 가지 스트레스가 비교적 낮은 편이다. 암발달 초기의 세포 입장에서 오랜 시간 지속되어야하는 발암요인도 위험하지만 활성산소나 복구 불능의 손상과 같은 단시간에 강력한 영향력이 있는 발암요인에 더 민감하다. 따라서 오토파지는 이런 강력한 발암요인을 제거해줄 수 있기 때문에 암발생 초기에는 종양억제인자로 기여하는 바가 크며 암발달 초기에 오토파지는 p53과 caspase-3에 의한 세포자살의 활성을 더욱 증진시킨다는 연구 결과가 발표되었다.

#### 암 진행 후기
종양이 형성되고 이것이 악성으로 바뀌면서 전이능력을 갖춘 암이 되는 과정에서는 이미 돌연변이나 스트레스로 인한 세포손상을 제어하는 기능이 상실된 상태이며 세포자살경로도 차단되어있다. 대신 빠른 세포분열 및 세포성장, 혈관신생반응이 극대화되어있어 이를 위한 많은 양의 에너지 공급이 필요하다. 이 과정에서 오토파지는 암세포의 ATP와 생체분자를 합성하기 위한 구성요소(building block) 획득을 도움으로써 종양촉진인자로 기여하는 바가 크다. 하지만 이 내용 역시 p53과 같은 다른 암조절 유전자에 대해 민감하게 변하기 때문에 다각적인 분석이 필요한 내용이다.

### 오토파지를 활용한 암 치료
적절하게 유도된 오토파지가 암 치료에 사용될 수 있다는 최근 연구가 있다. 앞서 이야기 했듯이 오토파지는 종양에 있어서 촉진과 억제에 모두 관여하고 있다. 이러한 오토파지의 특징은 암 예방에 있어서 전략적으로 사용될 수 있다. 첫 번째 전략은 오토파지를 유도하면서 종양 억제를 강화하는 것이고, 두 번째 전략은 오토파지를 억제하면서 세포사멸(apoptosis)를 유도하는 것이다.첫 번째 전략을 테스트하기 위해서 오토파지 유도제 투여량에 따른 항암 효과를 관찰 해왔고 그 결과는 다음과 같다. 오토파지 유도 치료에서 유도제 투여량에 따라 오토파지는 증가하며, 이는 종양 세포의 성장에도 직접적으로 관련이 있다. 이러한 결과는 오토파지를 촉진하는 치료법의 개발을 지지해 준다. 다음으로, 오토파지 유도에 관여하는 단백질을 억제하는 것 또한 항암 치료로 사용될 가능성이 있다. 이 두 번째 전략은 다음 사실들에 기반을 둔다. 하나는 오토파지가 항상성을 유지하기 위해서 단백질 분해기능을 한다는 점이고, 다른 하나는 오토파지의 억제로부터 세포사멸이 유도되는 경우가 있다는 것이다. 하지만 오토파지의 억제는 세포사멸을 유도하기보단 세포의 생존에 더 관여할 수 있어 리스크가 크다.

## 오토파지와 세포자살의 관계
오토파지가 'self-eating'과정이라면, 세포자살은 'self-killing'과정을 뜻한다. 세포자살은 괴사(necrosis)와는 구별되는 세포 죽음 중의 하나로서, 세포가 외부 혹은 내부로부터의 신호 자극에 반응하여 스스로를 파괴하는 매커니즘이다. 오토파지와 세포자살은 세포의 항상성 유지(homeostasis) 및 정상적인 작용에 매우 중요하며, 문제가 생길 경우 여러 질병으로 발전할 수 있다. 두 과정은 다른 경로를 거치지만, 둘의 관계는 매우 긴밀하게 연결되어 있다. 일반적으로 오토파지는 세포자살을 억제하고, 세포자살 또한 오토파지를 억제한다. 하지만 특수한 경우에는 오토파지가 세포자살을 촉진하는데, 이에 대해서는 명확하게 밝혀지지 않은 상태이다.

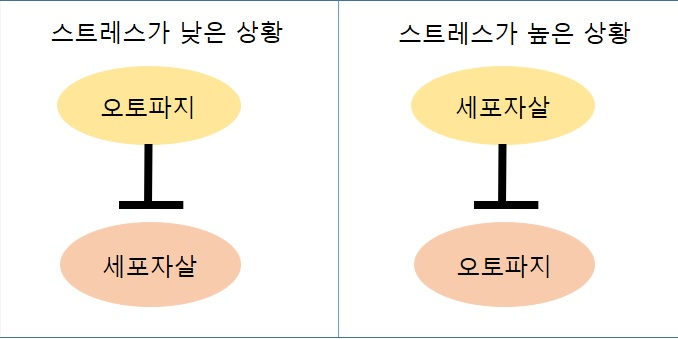
일반적으로 스트레스가 낮은 상황에서는 오토파지는 세포자살을 억제하고, 스트레스가 극에 달할 경우 세포자살이 오토파지를 억제한다.

### 오토파지에 관여하는 p53
종양 억제 유전자(tumor suppressor)로서 알려진 P53은 상황에 따라 오토파지를 촉진 및 억제하는 기능을 가진다. p53이 오토파지에 미치는 영향은 p53의 세포 내 위치와 활성 수준에 따라 다르다. 보통 p53이 세포질에 있을 경우, 오토파지를 억제한다. 그러나 DNA 손상이나 영양분이 부족한 스트레스 상황에 처할 경우, p53은 미토콘드리아로 이동하여 미토콘드리아의 막 투과성을 증대시킨다. 이는 스트레스 초반에 작용함으로써 오토파지를 촉진시킨다. 하지만 스트레스 상황이 극대화될 경우 p53은 핵으로 이동하여 다양한 세포자살 관련 유전자들의 전사를 촉진하여 세포자살을 유발한다.

### 오토파지에 의한 세포자살의 억제
오토파지는 세포자살의 내인성 경로(intrinsic pathway)와 외인성 경로(extrinsic pathway)를 차단할 수 있다. 세포 내부에 스트레스가 가해질 경우 미토콘드리아의 투과성이 증대되어 시토크롬c(cytochrome c) 등의 여러 인자가 방출됨으로써 세포자살이 이루어진다. 이 때 오토파지는 손상된 미토콘드리아를 선택적으로 인식 및 제거함으로써 세포자살을 억제할 수 있으며, 이를 'mitophagy'라고 한다. 오토파지가 손상된 미토콘드리아를 선택적으로 분해하게 되면, 미토콘드리아에서 세포자살을 촉진하는 인자가 방출되지 않기 때문에 '내인성 세포자살(intrinsic apoptosis)'이 지연된다.  한편, 세포 외부에서 죽음 신호(death signal)이 올 경우 외인성 세포 자살이 촉진된다. 이 때 가장 핵심적인 단계는 caspase-8의 활성화이다. 오토파지는 선택적으로 활성화된 caspase-8을 제거함으로써, 외인성 세포자살(extrinsic apoptosis)을 억제시킬 수 있다.
또한 오토파지는 세포사의 다른 형태인 아노이키스(anoikis)를 억제하기도 한다. 보통 세포는 세포외기질(extracellular matrix,ECM)에 붙어서 살아가는데, 세포외기질로부터 떨어질 경우 세포자살이 유발된다. 이 때 암세포는 오토파지를 이용하여 아노이키스를 회피할 수 있다. 암세포는 세포외기질로부터 떨어지더라도 죽지 않고 생존하여 다른 기관에 침투할 수 있다. 오토파지는 아노이키스를 지연시키고, 세포가 다시 세포외기질에 붙을 수 있도록 기회를 제공한다.

### 세포자살에 의한 오토파지의 억제
세포 내에 스트레스가 극에 달할 경우, 세포자살이 일어난다. 세포자살은 주로 카스파아제(caspase)이 높은 수준으로 활성화됨으로써 일어난다. 카스파아제는 단백질분해효소(protease)로서, 이 때 오토파지에 중요한 역할을 하는 ATG3, Beclin1 등을 분해한다. 이 단백질들이 분해될 경우 오토파지 활성화가 더 이상 일어날 수 없고, 세포자살 쪽으로 반응이 진행하게 된다. 또한 카스파아제에 의해 오토파지 단백질들이 분해될 경우, 오토파지 단백질이 세포자살 촉진 기능을 획득하기도 한다. 예를 들어 Beclin1이 분해되면 미토콘드리아로 이동하여 미토콘드리아의 투과성을 증가시킴으로써, 내인성 세포자살을 촉진시킨다.

### 오토파지에 의한 세포자살의 촉진
예외적인 경우로 오토파지가 세포자살을 촉진시킬 수도 있는데, 이를 autophagic cell death(ACD)라고 한다. 이 경우에는 자가소화포(autophagosome)는 caspase-8를 활성화시킴으로써 세포자살을 촉진시킨다. 하지만 오토파지가 어떤 상황에서 caspase-8의 활성화를 유발하는 지는 아직 밝혀지지 않았다. 또한 오토파지는 세포자살의 억제단백질(inhibitors of apoptosis proteins, IAPs)들을 고갈시킴으로써, 세포자살을 간접적으로 촉진시킬 수 있다. 오토파지에 의해 세포자살 억제 단백질이 분해되면 세포자살이 촉진될 수 있다.

### 결론
일반적으로 세포가 스트레스가 낮은 상황에서는 오토파지가 활성화되며, 스트레스가 매우 높은 상황에서는 세포자살이 활성화된다. 스트레스나 손상을 받았을 때, 오토파지는 동화 과정(anabolic process)를 멈추어 세포가 회복할 수 있는 동력을 제공한다. 하지만 세포 손상이 너무 심해질 경우, 세포자살을 겪음으로써 조직의 항상성을 유지하도록 한다. 따라서 오토파지와 세포자살 모두 '세포가 죽느냐 혹은 사느냐'를 결정하는 중요한 요인이기 때문에, 서로 매우 정교하게 조절되는 것은 당연하다.

## 같이 보기
- 세포자살

- 물질대사

- 암

- p53

- 리소좀

- 샤페론